# 王軒 (大和進士)
王軒，字公遠，太原人。文宗大和年間進士，曾擔任度支推官、監察御史。事跡散見于《詩話總龜》《唐詩紀事》《雲溪友議》等書。盧肇有可能曾向他學習渾天法。浯溪摩崖題刻有其大和五年五月廿四日題名。